# Universität Pierre und Marie Curie
Die Universität Pierre und Marie Curie (französisch Université Pierre et Marie Curie, UPMC, auch Paris 6) war eine Ausgründung der naturwissenschaftlichen Fakultät von Paris (1968). Diese hatte in kürzester Zeit einen Ruf von Weltrang erlangt.
1971 erfolgte die Umbenennung in Universität Pierre und Marie Curie, nach Pierre und Marie Curie. Das Gebäude befand sich im Universitätenkomplex Jussieu im Quartier Latin. Seit dem Umzug der Universität Denis Diderot (Paris 7) in das 13. Arrondissement wurden auch deren ehemalige Gebäude von der UPMC genutzt.
Die UPMC unterhielt etliche internationale Kooperationen und ein großer Teil der über 30.000 Studenten kam aus dem Ausland.
Sie ging ab 2018 in der Sorbonne Université auf.

## Alumni
- Zeresenay Alemseged (* 1969), äthiopischer Paläoanthropologe
- Abbas Bahri (1955–2016), tunesischer Mathematiker
- Gérard Ben Arous (* 1957), französischer Mathematiker
- Christine Bernardi (1955–2018), französische Mathematikerin
- Alexis Bonnet, französischer Mathematiker und Finanzmanager
- François Bry (* 1956), deutsch-französischer Informatiker
- Eudald Carbonell (* 1953), spanischer Paläontologe
- Emmanuelle Charpentier (* 1968), Mikrobiologin, Genetikerin und Biochemikerin
- Jean-Michel Coron (* 1956), französischer Mathematiker
- Louzla Darabi (* 1974), algerische Künstlerin
- Jean-Pierre Demailly (1957–2022), französischer Mathematiker
- Jean-Marc Deshouillers (* 1946), französischer Mathematiker
- Emmanuel Desurvire (* 1955), französischer Physiker
- Sindika Dokolo (1972–2020), kongolesischer Kunstsammler und Geschäftsmann
- Gérard Férey (1941–2017), französischer Chemiker
- Françoise Gisou van der Goot (* 1964), niederländische Mikrobiologin
- Emmanuel Grenier (* 1970), französischer Mathematiker
- Jean-Jacques Hublin (* 1953), französischer Anthropologe
- Mahamadou Issoufou (* 1952), nigrischer Premierminister und Präsident
- Taraneh Javanbakht (* 1974), persische Autorin, Chemikerin und Physikerin
- Jean-François Le Gall (* 1959), französischer Mathematiker
- Pierre-Louis Lions (* 1956), französischer Mathematiker
- Loïc Merel (* 1965), französischer Mathematiker
- Nicole Morello (* 1953), französische Künstlerin
- Aïssata Moumouni (1939–2021), nigrische Pädagogin und Politikerin
- Stefan Müller (* 1962), deutscher Mathematiker
- Kai Nagel (* 1965), deutscher theoretischer Physiker
- Philibert Nang (* 1967), gabunischer Mathematiker
- Ngô Bao Châu (* 1972), vietnamesisch-französischer Mathematiker
- Gilles Pisier (* 1950), französischer Mathematiker
- Éric Reyssat, französischer Mathematiker
- Vincent Rivasseau (* 1955), französischer mathematischer Physiker
- Sadegh Scharafkandi (1938–1992), kurdischer Politiker aus dem Iran
- Alain-Sol Sznitman (* 1955), französischer Mathematiker
- Michel Talagrand (* 1952), französischer Mathematiker
- Felisa Verdejo (* 1950), spanische Informatikerin und Hochschullehrerin
- Wendelin Werner (* 1968), deutsch-französischer Mathematiker
- Marc Yor (1949–2014), französischer Mathematiker

## Abbildungen
|  |  |  |  |  |